# 사랑의 하츄핑
《사랑의 하츄핑》(영어: Heartsping : Teenieping of Love)은 2024년 8월 7일에 개봉한 대한민국의 애니메이션 영화이다. 캐치! 티니핑 시리즈를 원작으로 하는 첫 번째 극장판 애니메이션으로 원작 《캐치! 티니핑 시리즈》의 시점으로부터 과거의 이야기를 다루고 있다.
감독 김수훈은 조명현과의 인터뷰에서 이 극장판을 제작한 이유로 주인공 '로미'와 '하츄핑'이 만난 이유를 영화로 만들어 설명하고 싶었다고 말하였다.

## 예고편 종류
- 처음 본 순간 예고편[4]
- 운명의 시작 예고편[5]
- 메인 예고편[6]

## 목소리 출연
- 이지현: 로미
- 조경이: 하츄핑
- 최낙윤: 하트킹 / 몬스터트러핑
- 여민정: 벨리타 / 여자아이
- 홍소영: 스텔라
- 홍범기: 몬쥬박사 / 대장티니핑
- 김하영[7]: 마리
- 류승곤[7][8]: 리암 / 집사
- 조현정[7]: 트러핑
- 김은아: 해핑 / 어린 리암 / 아이 엄마
- 장예나: 라라핑 / 메이드 / 딱풀핑[9]
- 엄상현: 버스 정류장 아저씨 / 꽁꽁핑[10]

### OST
- 송은혜 로미 노래
- 삽입곡

- 조경이 하츄핑 노래

- 송원근 리암 노래

- 최낙윤 하트킹 노래

- 여민정 벨리타 노래

- 이정은 장예나 안재린 진양욱 코러스

### 제작진
- 이태헌 책임

- 박창(연출) 송미선 신현덕 민슬기 Xu JIAYi Hepiqi 서정하(협력) 강병채(제작) 프로듀서

- 김수훈 스토리, 감독

- 안혜신 강윤희 전교진 이예리슬 김근정 안민정 김동원 김도욱 송한나

- 이수현 석다겸 백명현 이지혜 임용우 이유리 심숭보 Li Zihan Zhang Liwei 제작 진행

- 아라카와 나루히사 시나리오, 각본

- 구수진 번역

- 서보국 미술감독

- 이동진 이수은 캐릭터 디자인

- 박용주 석우진 배경 디자인

- 김민창 박새듬 조광진 이수은 김지현 소품 디자인

- 조영광 스토리보드 감독

- 정진원 스토리보드 슈퍼바이저

- 이승민 정광훈 장준용 손미연 주혜미 스토리보드

- 최지현 조균성 이숭연 김경민 이재우 황숭원 이정은 모뎀링 슈퍼바이저

- 강선미 배형중 박윤주 김민규 제희정 장다미 박종민 유수현 오연택 최수아

- 신연서 임준규 배태한 김유신 황혜린 심선미 김현경 이연지 김혜수 최수옥

- 김유미 Tao Youqing Deng Kaiyuan Han Tao Chen Qiyv Zhao Binbin

- Li Chijie Dai Lin 모델링

- 최은찬 박시진 우정우 황성환 리깅 슈퍼바아저

- 김별 이권재 남나별 백종희 김훈식 김하늘 리깅

- 김영진 장성 김영철 애니메이션 감독

- 박세나 김영은 홍아름 이은진 남유미 박경훈 배대근 김형민 김슬아 Hock Wong 애니메이숀 슈퍼비이저

- 곽기민 김해인 윤예슬 김우중 김재규 김보영 배민지 산혜진 아도훈 이아름 감민하 박현진 조나운 정수호

- 김경옥 김다영 김희원 김예빈 김희영 엄윤희 이현지 박주원 박선영 유도빈 이유진 김태린 김은비 이보경

- 강병찬 곽덕호 깅웅수 이연주 조승민 강은혜 김우진 문상해 박형근 유지은 이효정 강지혜 이은비 백지원

- 이경은 성세미 김동효 이채린 김주영 김영수 백승민 Lu Qing Wang Dong Loong Liu Shi Song

- Wang Hao Chen Congcong Liu Chunqing Zhang Hanchen 애니메이션

- 이기남 류동우 박은경 김종환 허진 신정아 조현빈 진선미 라이팅 렌더링 슈퍼바이저

- 임수빈 용현수 김성호 김현지 윤정빈 고하은 김다미 김소현 감송이 김초영 박서희 이진용 이혜진 오민주

- 반예지 박혜빈 김도영 김주환 정인지 박세준 박성빈 박선민 Wei Guojing Gao Miao Fan Xiaoge

- Che Qiushuang Liu Chunhui Sui Kaipeng Hu Yawen 라이팅 렌더링

- 김대열 이성수 VFX 슈퍼바이저

- 김보경 신동호 신숭규 박상아 김효덕 Xin Long Zou Xiang Dong Chenghao Deng Chengdu

- Gao Fan Chen Yanyu Zhao Guoxu VFX

- 황성환 김진희 GFX 슈퍼바이저

- 백종희 김훈식 김하늘 김태원 이우숭 GFX

- 진정원 영상편집

- 서보국 김주정 강민지 허진 신정아 조현빈 김종환 류호경 송세미 합성 슈퍼바이저

- 임현희 용현수 김성호 김현지 윤정빈 고하은 김다미 김소현 김송이 김초영 박서희 이진영

- 이혜진 오민주 반예지 김주환 정인지 Lu Qun Wang Lin Shao Junchao Wei Ruqian

- Wang Xinglong 합성

- 김태호 음악감독 사운드 슈퍼바이저

- 조성희 사운드 연출 프로듀서

- 김태호 정지은 강시도 안재린 서주원 작곡

- 고광현 서주원 안재린 녹음 믹싱

- 최신행 사운드 디자인

- 뜻밖의 녹음실 OST 작사 작곡

- 조혜선 프스트 프로덕션 매니저

- 정상빈(KBS미디어) 홈페이지

- 김소명 종합편집

- 황은서 자막디자인

- 차한결 조연줄

- KBS 기획

- SAMG 엔터테인먼트 제작

## 평가
멀리서도 너를 알아볼게, 믿음을 토양 삼은 우정
- 이자연 (씨네21) | ★★★

## 흥행
2024년 12월 기준 122만 7490명으로 한국 애니메이션 영화 역대 박스오피스 순위 2위를 기록하고 있다.
대한민국 시각 기준 2024년 9월 18일 오후 2시에 기록된 총 누적 관객수는 약 105만 명이다. 같은 날, 본 영화를 시청한 누적된 관객수는 106만 명 이상으로 나타났다. 해당 날의 기준으로 할 시, 해당 영화는 (관객수가 알려진) 대한민국의 상업 애니메이션 영화 중 두 번째로 많은 총 관객수를 보유한 것으로 기록되었다.

### 내용주
1. ↑  2024년 9월 18일 기준 (대한민국에 개봉되고 누적 관객 수가 알려진) 대한민국의 상업 애니메이션 영화 중 가장 높은 영화는 《마당을 나온 암탉》이다.[14]